# Sphaeroma intermedium
Sphaeroma intermedium är en kräftdjursart som först beskrevs av Baker1926.  Sphaeroma intermedium ingår i släktet Sphaeroma och familjen klotkräftor. Inga underarter finns listade i Catalogue of Life.